# Бадамшин, Рамиль Шавкатович
Рами́ль Шавка́тович Бада́мшин (30 июля 1980, Табошар, Ленинабадская область, Таджикская ССР) — автор-исполнитель, музыкант, режиссер, продюсер. Заслуженный артист Республики Башкортостан (2019). Депутат Государственного Собрания - Курултая Республики Башкортостан седьмого созыва. Лауреат Ильменского (2000), Грушинского (2000) и других фестивалей авторской песни, организатор концертов и фестивалей по всей России. Лауреат Национальной премии «Наши песни», обладатель ордена «Молодое дарование России — Чароитовая звезда». Член Совета при Главе Республики Башкортостан по вопросам развития культуры и искусства, член Общественной палаты г.Уфы (2022-2023), член Русского географического общества, член общественного Совета УФСИН России по Республике Башкортостан (2007-2022), Советник Центра Президента РФ по борьбе с терроризмом и экстремизмом (2003-2014). Организатор социальных и благотворительных проектов (Инклюзивный творческий проект "День большого человека" и "Дар" для детей с ОВЗ, социально-культурный проект "Лекари души" в поддержку врачей, "Связь поколений в искусстве" и др.). Председатель Союза мастеров сцены (г.Москва), генеральный директор автономной некоммерческой организации культурно-нравственного и духовного воспитания "Чистые помыслы" (г.Уфа). Образование: Башкирский государственный аграрный университет (инженер-электрик), Московский государственный институт культуры (режиссер театрализованных представлений и праздников), Московский государственный областной университет (юриспруденция).

## Творчество
В репертуаре Рамиля Бадамшина — песни как собственного сочинения, так и других авторов. Творчество отличает позитив и музыкальность, наряду с душевной светлой лирикой. Постоянный творческий поиск рождает порой самые неожиданные решения, которые выливаются в работу на стыке жанров и направлений, с использованием  различных приборов обработки звука, в результате чего создается впечатление от исполнения песен целым оркестром. Улыбчивые песни со смыслом. Человек-оркестр, человек-позитив…

### Дискография
- Сметелье (2001).
- Жизнь меняется (2004).
- Своя судьба (2005).
- Мне это знакомо… (2008).
- Для тебя! (2010).
- Все просто (2015)
- На века (2015)
- Нараспашку. Обо всем. (2018)

## Награды
- Благодарность Президента Российской Федерации (09 октября 2023 года) — за достигнутые трудовые успехи и многолетнюю добросовестную работу[3]